# Andrea Langer

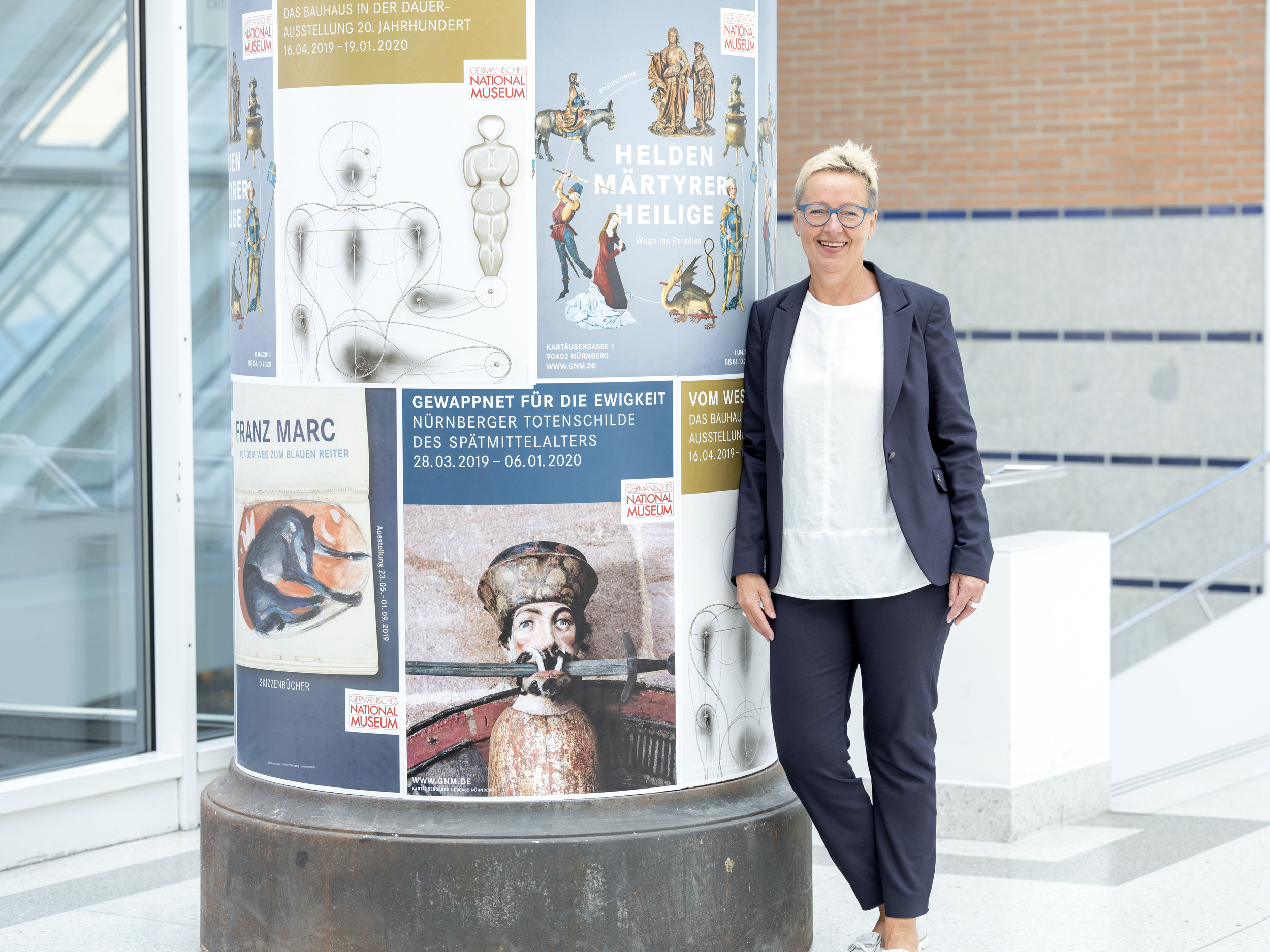
Andrea Langer, 2019

Andrea Langer (* 8. September 1962 in Mainz) ist eine deutsche Kunsthistorikerin und Kulturmanagerin.

## Leben
Andrea Langer studierte von 1982 bis 1985 Latein, Germanistik und Geschichte an der Johannes Gutenberg-Universität Mainz. Von 1985 bis 1997 folgte das Studium der Kunstgeschichte, Geschichte und Germanistik an der Universität Mainz und der Julius-Maximilians-Universität Würzburg bis zur Promotion über den protestantischen Kirchenbau Schlesiens im 18. Jahrhundert. 1995 war Andrea Langer als wissenschaftliche Mitarbeiterin am Forschungsschwerpunkt für Geschichte und Kultur Ostmitteleuropas in Berlin tätig. Anschließend arbeitete sie bis 2008 als wissenschaftliche Mitarbeiterin am Geisteswissenschaftlichen Zentrum Geschichte und Kultur Ostmitteleuropas an der Universität Leipzig. In den Jahren 2004 bis 2007 absolvierte Andrea Langer den berufsbegleitenden Masterstudiengang Kulturmanagement und -marketing an der Hochschule Harz/Hochschule Merseburg. Seit 2008 leitet sie das Referat Wissensmanagement und Marketing am Germanischen Nationalmuseum in Nürnberg.
Andrea Langer ist seit 2011 Dozentin an der Friedrich-Alexander-Universität Erlangen-Nürnberg für das Arbeitsfeld „Wissenschaftsmanagement und Marketing am Museum“.
Ihre fachlichen Schwerpunkte sind zum einen die Kulturgeschichte Ostmitteleuropas in der Frühen Neuzeit und zum anderen Strategieentwicklungen im Bereich Marketing für Museen.

## Gremien und Mitgliedschaften
- Beirat im Verkehrsverein Nürnberg e.V.
- Mitglied im Arbeitskreis Stadtmarketing Nürnberg
- Mitglied im Fachbeirat des Kunst- und Kulturpädagogischen Zentrums der Museen in der Stadt Nürnberg

## Veröffentlichungen (Auswahl)
- Die Kunst Schlesiens von der Romanik bis zur Breslauer Moderne. In: Joachim Bahlcke (Hrsg.): Schlesien und die Schlesier. München 1996, S. 297–319.
- Die visuelle Repräsentation der Königin. Zu frühneuzeitlichen Porträts von jagiellonischen Herrschern und Herrscherinnen. In: Jan Hirschbiegel/Werner Paravicini (Hrsg.): Das Frauenzimmer. Die Frau bei Hofe in Spätmittelalter und Früher Neuzeit. Stuttgart 2000, S. 133–150.
- Residenzfunktion – Residenzwechsel: Krakau und Ujazdów/Warschau zur Zeit von Bona Sforza und Anna Jagiellonka. In: Marina Dmitrieva/Karen Lambrecht (Hrsg.): Krakau, Prag und Wien: Funktionen von Metropolen im frühmodernen Staat. Stuttgart 2000, S. 59–75.
- Kobiety – sztuka – transfer kulturowy. Projekt badawczy dotyczący kobiet dynastii jagiellońskiej w XV i XVI wieku. In: Polska Akademia Umiętności. Wydział historyczno-filozoficzny. Prace Komisji Środkowoeuropejskiej VIII. Pod red. Leszka Belzyta i Jana Pirożyńskiego. Kraków 2000, S. 79–95.
- mit Georg Michels (Hrsg.): Metropolen und Kulturtransfer im 15./16. Jahrhundert. Prag–Krakau–Danzig–Wien. Stuttgart 2001.
- Mit Georg Michels (Hrsg.): Ex longa stirpe Imperatorum. Zum Einfluß Elisabeths von Habsburg (1436/37–1505) auf die Kunst- und Repräsentationstraditionen am jagiellonischen Hof. In: Metropolen und Kulturtransfer im 15./16. Jahrhundert. Prag–Krakau–Danzig–Wien. Stuttgart 2001, S. 121–140.
- mit Dietmar Popp (Hrsg.): Barocke Sakralarchitektur in Wilna: Verfall und Erneuerung. Fotografien von Kęstutis Stoškus. Ausstellungskatalog. Marburg 2002.
- Die Gnadenkirche „Zum Kreuze Christi“ in Hirschberg. Zum protestantischen Kirchenbau Schlesiens im 18. Jahrhundert. ergänzte und überarbeitete Fassung der Dissertation von 1996. Stuttgart 2003 (Forschungen zur Geschichte und Kultur des östlichen Mitteleuropa, Band 13).
- Der Umgang mit dem kulturellen Erbe in Deutschland und Polen im 20. Jahrhundert. Warszawa 2004.
- mit Dietmar Popp (Hrsg.): Wileńska architektura sakralna doby baroku. Dewastacja i restauracja. Fotografie – Kęstutis Stoškus. Katalog wystawy. Marburg/Warszawa 2005.
- Die Visualisierung der lutherischen Konfession in der Kunst der schlesischen Territorien (16.–18. Jahrhundert). In: Klaus Garber (Hrsg.): Kulturgeschichte Schlesiens in der Frühen Neuzeit. Teil 1–2. Tübingen 2005, T. 2, S. 819–865.
- Jiří Fajt (Hrsg.), unter Mitarbeit von Markus Hörsch/Andrea Langer: Karl IV., Kaiser von Gottes Gnaden. Kunst und Repräsentation des Hauses Luxemburg 1347–1437. München/Berlin 2006.
- mit Jiří Fajt (Hrsg.): Kunst als Herrschaftsinstrument. Böhmen und das Heilige Römische Reich unter den Luxemburgern im europäischen Kontext. München/Berlin 2008.
- (unpubl. Masterarbeit): Von der adligen Stiftung zur Museums-GmbH: Der Einfluss eines sich verändernden Museums(selbst)verständnisses auf die kompetenzorientierte Hochschulausbildung von Kunsthistorikern. Leipzig 2008.